# برازدیم
برازدیم (به چکی: Brázdim) یک منطقهٔ مسکونی در جمهوری چک است که در ناحیه پراگ-شرق واقع شده‌است. برازدیم ۶۸۷ نفر جمعیت دارد.